# Косминово
Косминово (рос. Космыново) — присілок в Мещовському районі Калузької області Російської Федерації.
Населення становить 6 осіб. Входить до складу муніципального утворення Місто Мещовськ.

## Історія
Від 2004 року входить до складу муніципального утворення Місто Мещовськ.

## Населення
| 2002 | 2010 |
| ---- | ---- |
| 5    | ↗6   |